# Stafford (Royaume-Uni)
Pour les articles homonymes, voir Stafford.
Stafford (prononcé en anglais : [ˈstæfərd]) est une ville britannique, chef-lieu du comté cérémoniel et non métropolitain du Staffordshire. Elle est située dans le nord de la région des Midlands de l'Ouest de l'Angleterre.
La ville se trouve entre Wolverhampton au sud et Stoke-on-Trent au nord, non loin au nord-ouest de Birmingham et à moins d'une centaine de kilomètres au sud de Manchester. Au census de 2011, sa population s'élève à 68 472 habitants, pour 130 869 habitants au sein du district de Stafford, dont elle est le chef-lieu.

## Histoire

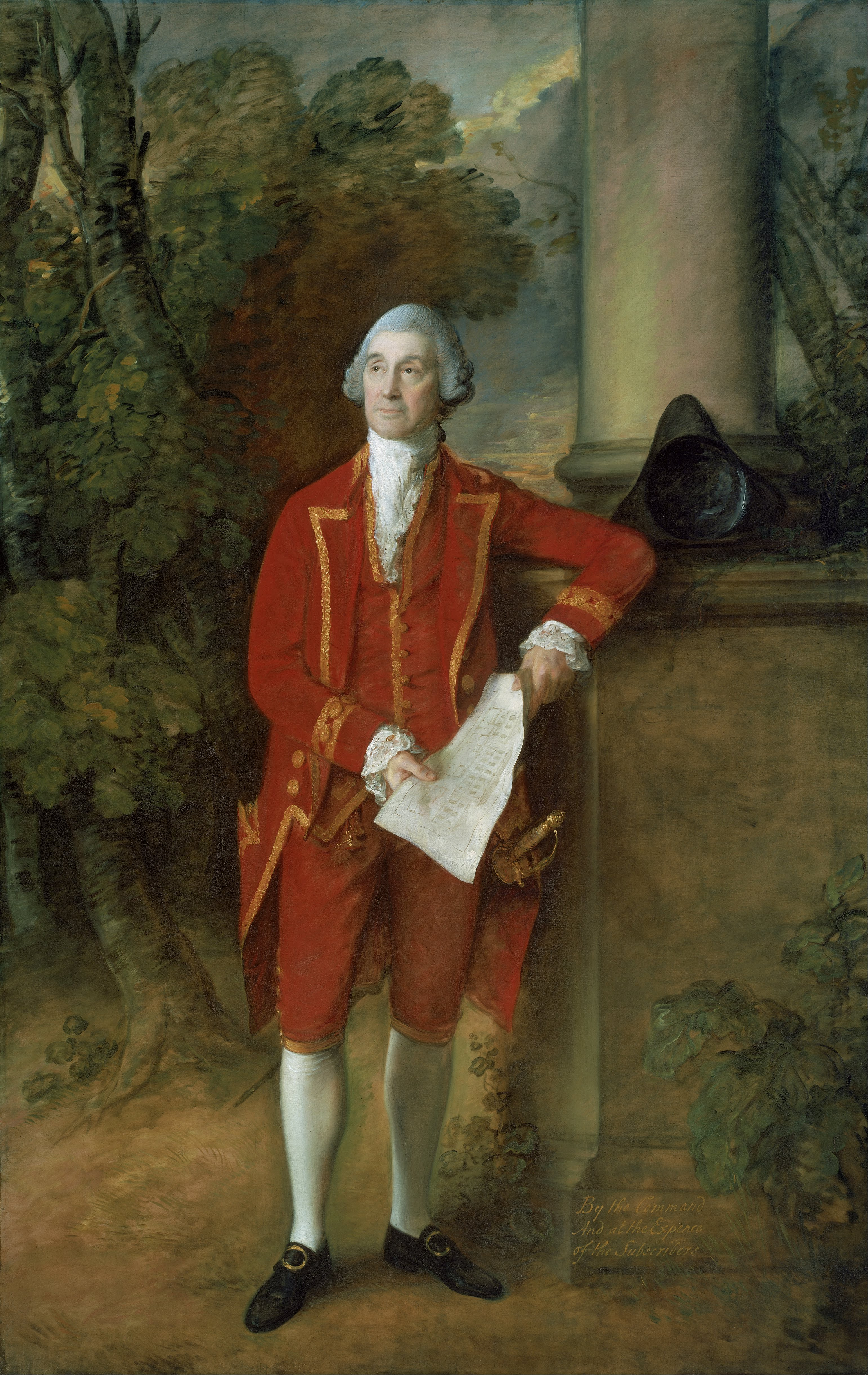
John Eld de Seighford Hall, vers 1775, par Thomas Gainsborough.
Musée des Beaux-Arts de Boston.

John Eld de Seighford Hall est un bienfaiteur de l'infirmerie générale du Staffordshire et avait des projets pour le nouvel hôpital.
Thomas Gainsborough fait son portrait vers 1775. Il est conservé au musée des Beaux-Arts de Boston. L'inscription sur la base du piédestal indique que le portrait est commandé en son honneur, probablement pour marquer l'ouverture de l'hôpital. Près de cent abonnés ont contribué au coût de la peinture et Eld lui-même fait la différence.
Le portrait est resté dans la salle de conférence de l'hôpital jusqu'en 1909.

## Centres d'intérêt
Outre le château de Stafford, la ville dispose d'une université, d'une base de la Royal Air Force et d'une prison.
La St Chad's Church date du XIIe siècle, ce qui en fait le plus vieux bâtiment en ville. L'Ancient High House est la plus grande maison à pan de bois d'Angleterre.
L'hôpital est aujourd'hui fâcheusement réputé.

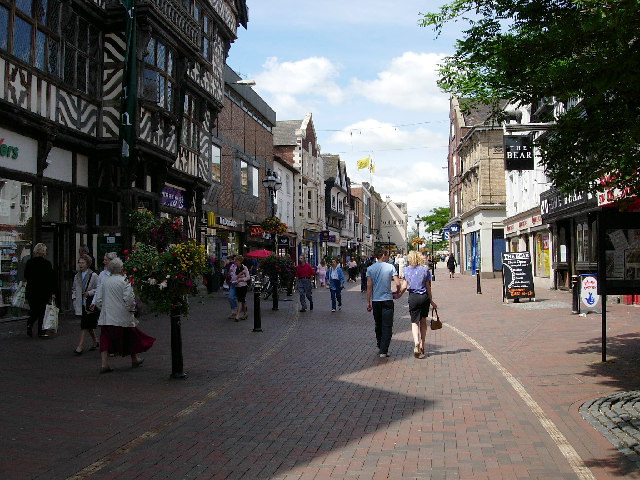
Une vue du centre-ville.
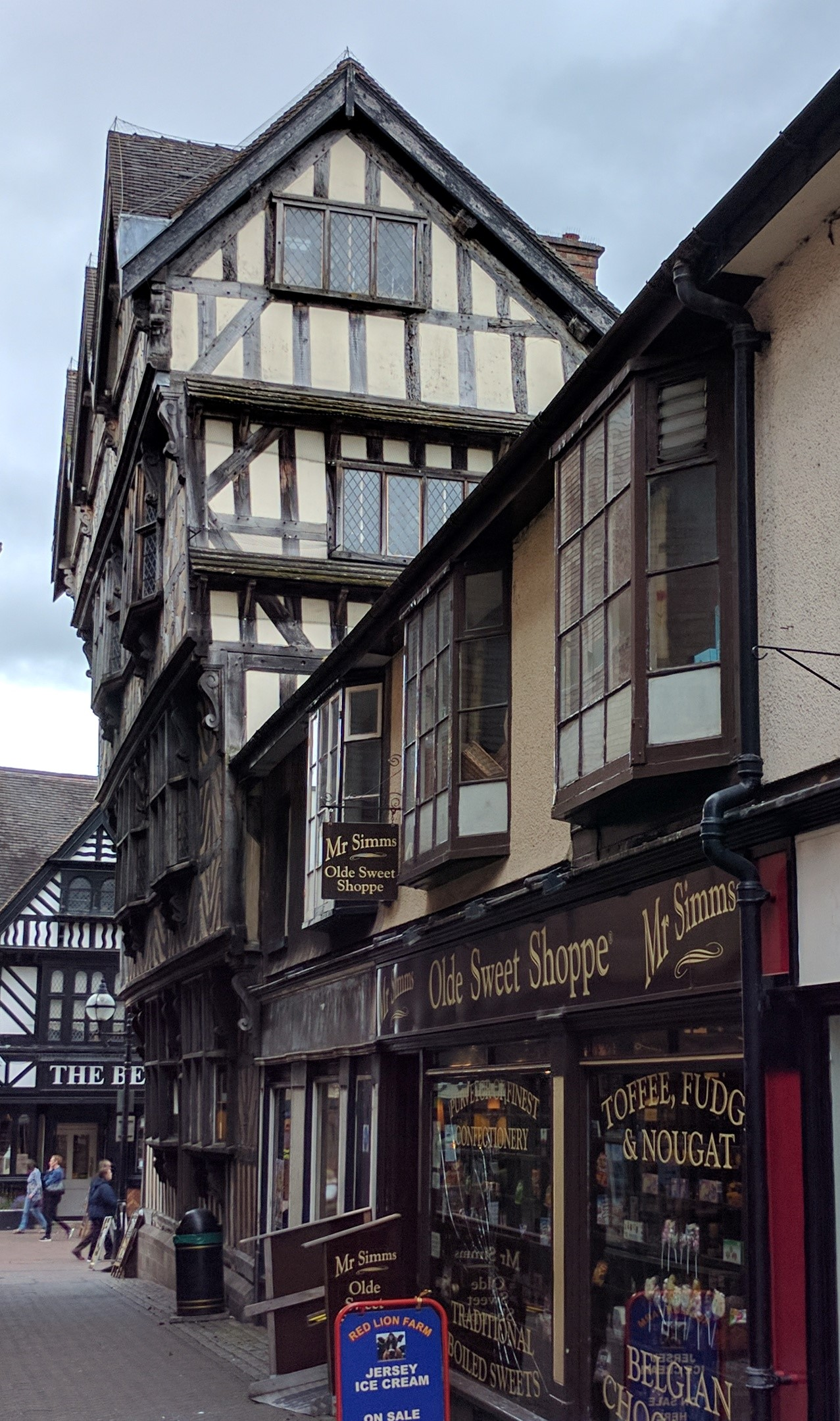
L'Ancien High House.
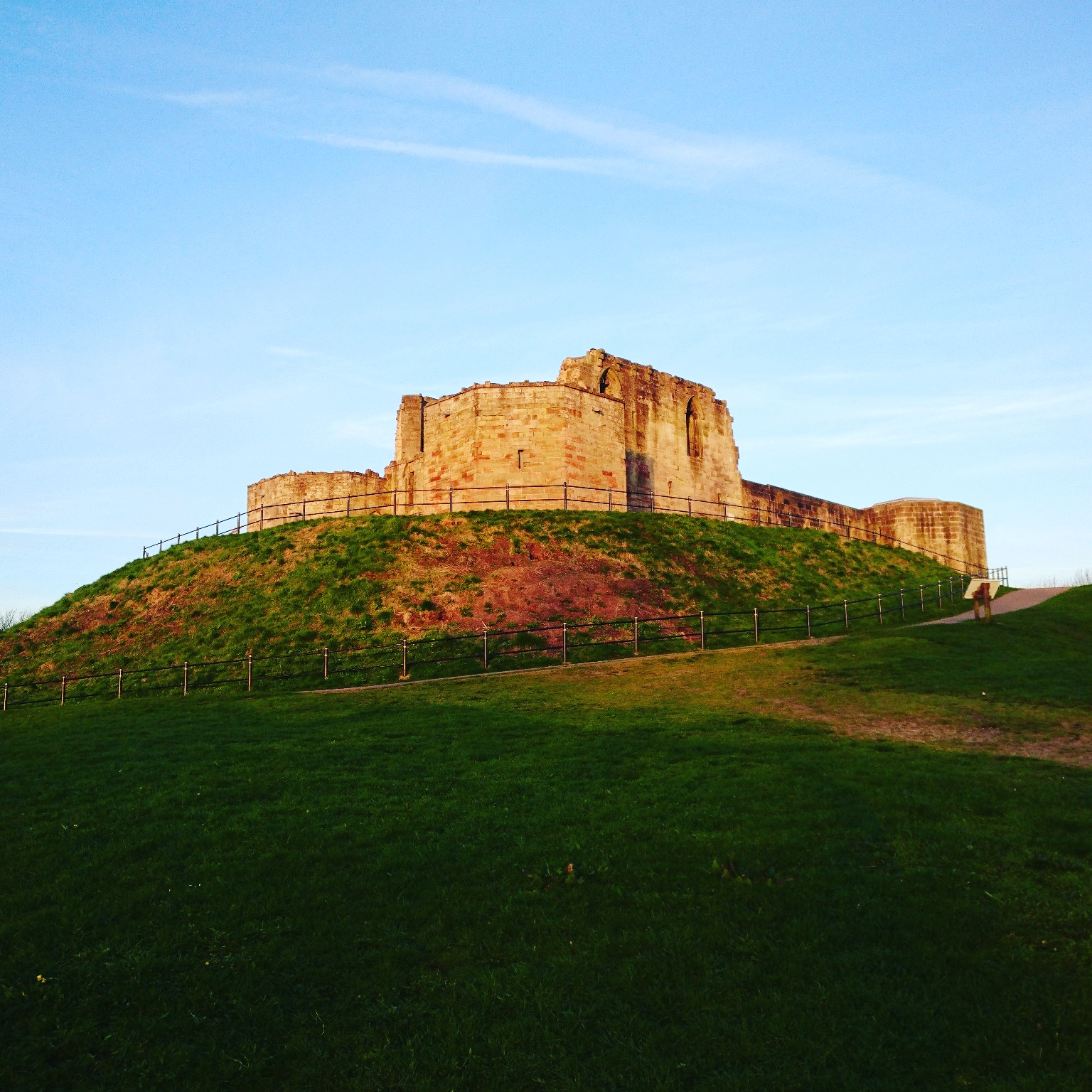
Le château.
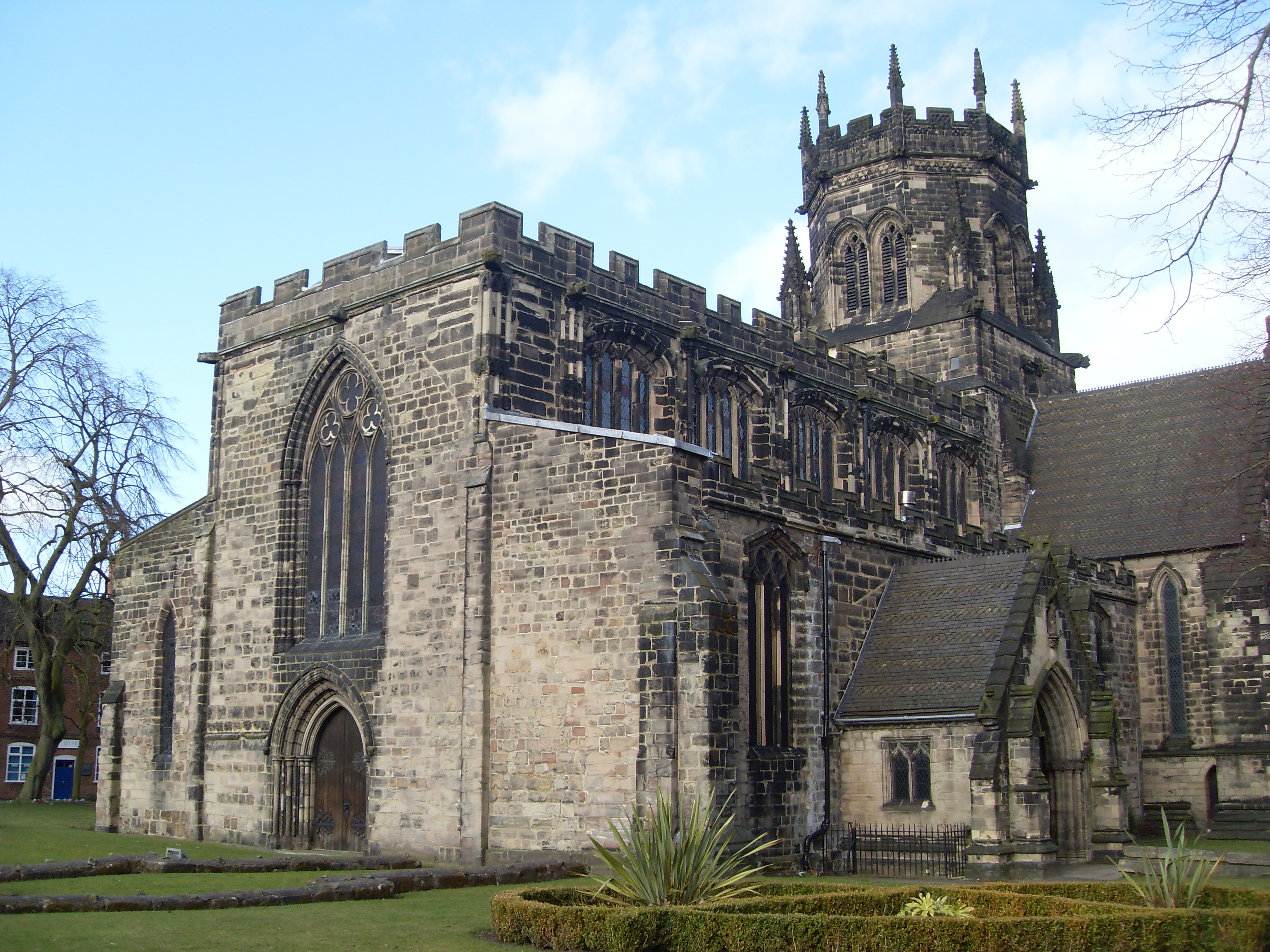
Collégiale.

## Jumelage
- Belfort (France)
- La Roë (France)
- Dreieich (Allemagne)
- Stafford (Virginie) (États-Unis)
- Tarragone (Espagne)